# Списък на политическите партии в Киргизстан
Киргизстан има многопартийна система.

## Парламентарно представени партии
| Партия/коалиция                           | Места в парламента (2015) | Идеология        |
| ----------------------------------------- | ------------------------- | ---------------- |
| Социалдемократическа партия на Киргизстан | 38                        | Социалдемокрация |
| Республика – Ата-журт                     | 28                        |                  |
| Киргизстан                                | 18                        |                  |
| Онугуу-Прогрес                            | 13                        |                  |
| Бир Бол                                   | 12                        |                  |
| Социалистическа партия Ата-мекен          | 11                        | Социалдемокрация |

## Извънпарламентарни партии
- Достойнство